# ستيف إيوينغ
ستيف إيوينغ (بالإنجليزية: Steve Ewing)‏ هو مغني أمريكي، ولد في 1969.

## وصلات خارجية
- الموقع الرسمي
- ستيف إيوينغ على موقع ميوزك برينز (الإنجليزية)
- ستيف إيوينغ على موقع ديسكوغز (الإنجليزية)